# Xã Pleasant Valley, Quận Jo Daviess, Illinois
Xã Pleasant Valley (tiếng Anh: Pleasant Valley Township) là một xã thuộc quận Jo Daviess, tiểu bang Illinois, Hoa Kỳ. Năm 2010, dân số của xã này là 273 người.